# Liệu pháp thay thế nicotine
Liệu pháp thay thế nicotine (Nicotine replacement therapy- NRT) là một phương thức được phê duyệt về mặt y tế để sử dụng nicotine bằng các phương tiện khác ngoài thuốc lá. Nó được sử dụng để giúp bỏ hút thuốc hoặc ngừng nhai thuốc lá. Nó làm tăng cơ hội bỏ hút thuốc khoảng 55%. Thường thì nó được sử dụng cùng với các kỹ thuật hành vi khác. NRT cũng đã được sử dụng để điều trị viêm loét đại tràng. Các loại NRT bao gồm miếng dán, kẹo cao su, viên ngậm, thuốc xịt mũi và ống hít. Việc sử dụng nhiều loại NRT tại một thời điểm có thể làm tăng hiệu quả.
Tác dụng phụ thường gặp phụ thuộc vào công thức của nicotine. Các tác dụng phụ thường gặp với nướu bao gồm buồn nôn, nấc và kích ứng miệng. Các tác dụng phụ thường gặp với miếng dán bao gồm kích ứng da và khô miệng trong khi thuốc hít thường dẫn đến ho, sổ mũi hoặc đau đầu. Rủi ro nghiêm trọng bao gồm ngộ độc nicotine và tiếp tục nghiện. Chúng dường như không làm tăng nguy cơ đau tim. Ngoài ra liệu pháp này có thể có những tác hại đối với em bé nếu được sử dụng trong thai kỳ. Liệu pháp thay thế nicotine hoạt động bằng cách giảm cảm giác thèm thuốc do nghiện nicotine.
Liệu pháp thay thế nicotine lần đầu tiên được chấp thuận sử dụng vào năm 1984, tại Hoa Kỳ. Các sản phẩm thay thế nicotine nằm trong Danh sách các loại thuốc thiết yếu của Tổ chức Y tế Thế giới, loại thuốc an toàn và hiệu quả nhất cần thiết trong hệ thống y tế. Chúng có sẵn như là thuốc gốc. Tại Hoa Kỳ, một tháng miếng dán hoặc kẹo cao su có giá từ 100 đến 200 USD trong khi các dạng khác đắt hơn.

## Sử dụng trong y tế

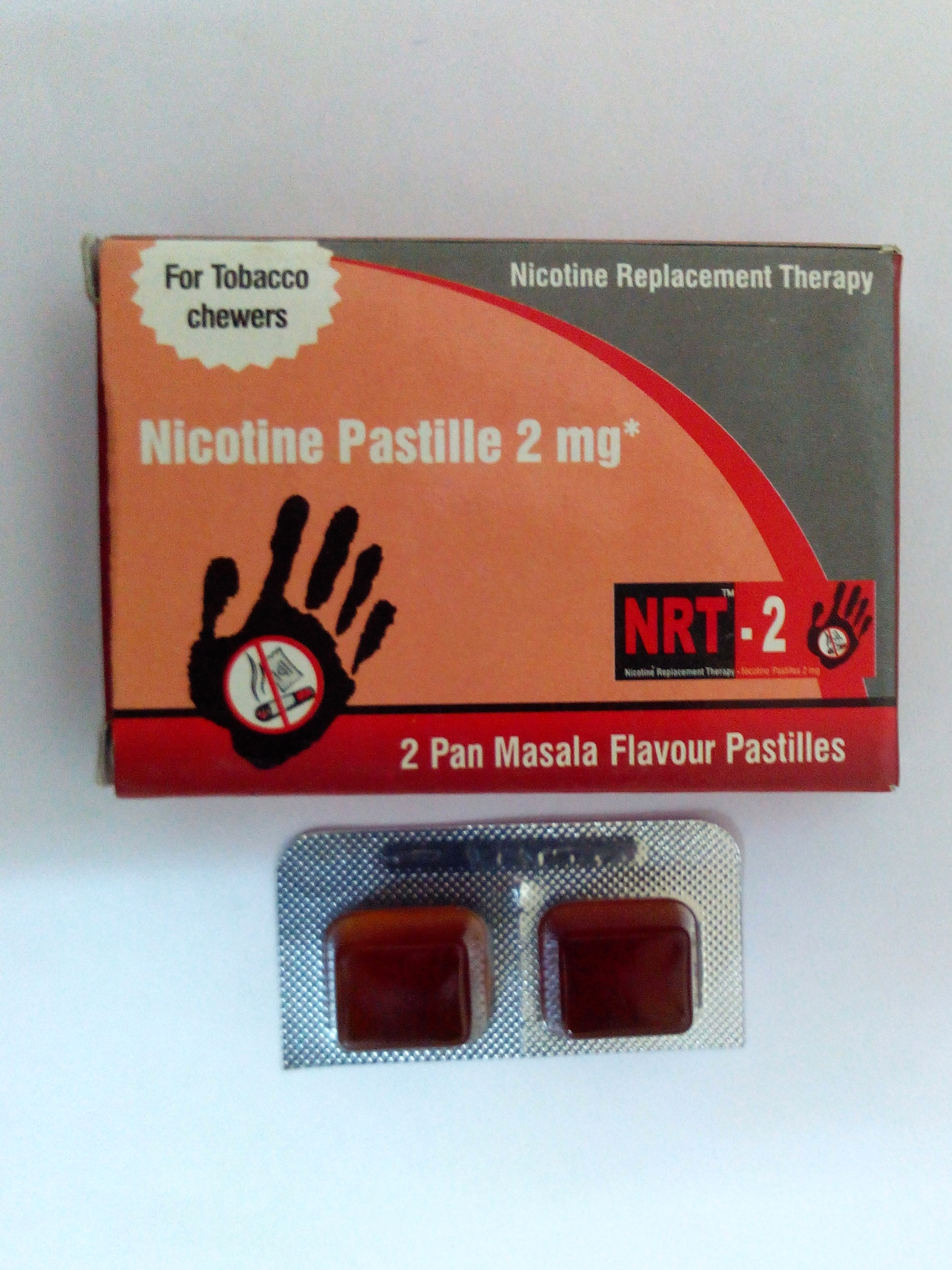
Bột nhão nicotine

Liệu pháp thay thế nicotine, dưới dạng kẹo cao su, miếng dán, thuốc xịt mũi, thuốc hít và viên ngậm đều cải thiện khả năng của những người đang cố gắng bỏ thuốc lá. Các nghiên cứu đã chỉ ra rằng liệu pháp thay thế nicotine có hiệu quả tương đương với các loại thuốc, chẳng hạn như bupropion, trong việc giúp mọi người bỏ thuốc lá trong ít nhất 6 tháng. Các nghiên cứu cũng chỉ ra rằng tất cả các hình thức trị liệu thay thế nicotine, bao gồm kẹo cao su nicotine, miếng dán, thuốc xịt mũi, thuốc hít và viên ngậm, đều có tỷ lệ thành công tương tự về mặt giúp mọi người cai thuốc lá. Tuy nhiên, khả năng một người sẽ thích một phương pháp điều trị nhất định khác nhau, với tỷ lệ là cao nhất với miếng dán nicotine, tiếp theo là kẹo cao su nicotine, thuốc hít và thuốc xịt mũi. Điều quan trọng cần lưu ý là sử dụng kết hợp một vài phương pháp thay thế nicotine khác nhau có thể cải thiện tỷ lệ thành công trong việc ngừng sử dụng thuốc lá. Ngoài ra, sử dụng thay thế nicotine bằng tư vấn đã được chứng minh để cải thiện tỷ lệ cai nghiện thuốc lá.
Các sản phẩm thay thế nicotine có lợi nhất cho những người hút thuốc nặng - hút hơn 15 điếu thuốc mỗi ngày. Không có đủ nghiên cứu để chỉ ra liệu NRT có giúp những người hút ít hơn 10 điếu thuốc mỗi ngày hay không.